# Giasone con il vello d'oro (Thorvaldsen)
Giasone con il vello d’oro (in danese: Jason med det gyldne skind), o più semplicemente Giasone, è un'opera dello scultore danese Alberto Thorvaldsen. Una prima versione in argilla venne creata nel 1803, mentre la seconda versione in marmo, alta circa 242 centimetri, venne iniziata nel 1808 ma non venne completata prima del 1828. La scultura si rifà al mito greco di Giasone raccontato dal poeta alessandrino Apollonio di Rodi nelle Argonautiche. La scultura è oggi conservata al Museo Thorvaldsen di Copenaghen.

## Storia
Inizialmente l’opera di Thorvaldsen era stata realizzata per l’Accademia di Copenaghen per dimostrare i suoi progressi; una versione di marmo venne successivamente commissionata da Thomas Hope, un ricco mecenate inglese. La versione di argilla venne realizzata nel 1803 mentre quella di marmo venne finita nel 1828. Nel 1917 quando gli eredi di Hope dispersero la sua collezione a Deepdene, nel Surrey, la statua venne acquistata all’asta dai proprietari del Museo Thorvaldsen di Copenaghen.

## Descrizione
Il tema della scultura, considerata l’opera rivoluzionaria del Thorvaldsen, riprende un disegno precedente raffigurante Giasone con il vello d’oro realizzato da Asmus Jacob Carstens, ma l’aspetto estetico del nudo artistico è ispirato all’Apollo del Belvedere ed al Doriforo di Policleto, due sculture antiche; l’archeologo Georg Zoëga svolse un ruolo importante, ampliando la conoscenza di Thorvaldsen sulla storia e la cultura antiche. Nella scultura Giasone sembra che sia bloccato tra il riposo ed il movimento. L’eroe ha appena vinto la battaglia e parte per tornare a casa con il vello d’oro sul braccio. Giasone, che esprime una calma sia fisica sia mentale, è il prototipo dell’eroe classico. La scultura è bilanciata da ambo i lati: gli occhi dello spettatore troveranno in ogni punto un elemento corrispondente. La lancia, per esempio, si rispecchia nella fascia sul petto, il vello d’oro nel tronco d’albero e la punta arricciata dell’elmo nelle corna dell’ariete.

## Canone culturale danese
Nel primo decennio del ventunesimo secolo, la scultura venne inclusa nel Canone culturale danese semiufficiale. Il comitato del Canone culturale nello scegliere l’opera commentò le caratteristiche estetiche della statua, in particolare le linee bianche, taglienti, intense e ritmiche del Thorvaldsen, che evocano una figura lontana ed eroica. Inoltre, mentre Thorvaldsen scolpiva la statua, la Danimarca si stava trasformando da una monarchia assoluta durante un periodo di liberalismo che ruotava attorno alla visione del mondo del singolo cittadino. Allo stesso modo, lo scultore porta le sue opere monumentali ad un livello individuale.

## Repliche

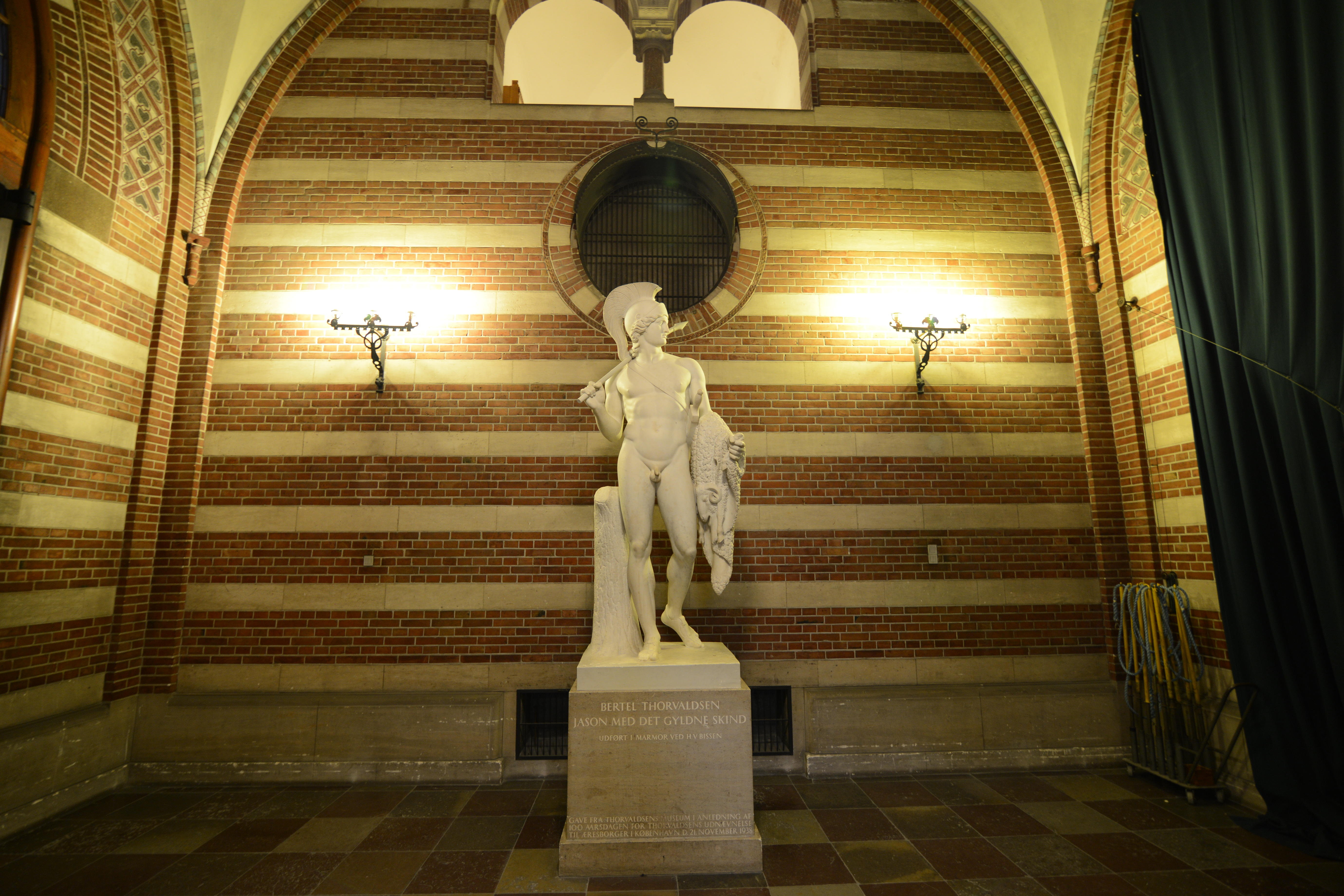
La replica situata presso il municipio di Copenaghen.

Esistono almeno due repliche della scultura: una situata presso il municipio di Copenaghen ed una in bronzo situata presso la piazza Thorvaldsen di Roma, nelle vicinanze di Villa Borghese. Quest'ultima replica, in particolare, venne donata nel 1925 dalla città di Copenaghen in segno di amicizia verso l'Italia.